# Знеполско въстание
Знеполското въстание известно още като Трънско въстание, Трънски бунт, Трънска буна или „Беглишкия джубур“, е вдигнато от българското население в Знеполе в края на май 1830 г. срещу турската власт веднага след Руско-турската война от 1828 – 1829 г.

## Хронология на въстанието
За център на въстанието е определен град Трън. Ръководители са Радивоя Изворски и Радивоя Петричев, друг от водачите на бунта е Здравко Календеров, селски първенец на с. Милославци подпомагал най-активно организирането на Знеполското въстание. Друг войвода, който на стари години взима участие във въстанието е Дядо Тренчо (Тренчил) от Трънско. Във въстанието участва населението не само на града, но и на с. Главановци и селата от Знеполе и околните планини.
Въстаналите българи се събират край Трън въоръжени с коси, вили, ножове, тояги и др. и бързо освобождават гр. Трън и Знеполието от турска власт. Водачите обявяват създаване на независимо Българско княжество, унищожаване на владичеството и премахване на данъчните задължения и повинности към Османската империя. Административни представители на въстаническата власт стават селските първенци.
Чрез куриери вестта за въстанието достига и до много други населени места. Липсата най-елементарно истинско оръжие и военна подготовка ги тласка към дипломатически ход – отправена е молба за помощ и до представители на местната власт и в погранични селища от съседното Сръбско княжество, откъдето очакват помощ както и българите са помагали в борбите на сърби и гърци срещу поробителя. На тази подкрепа въстаниците въодушевени от поражението на Турция във войната с Русия и образуването на околните християнски държави възлагат големи, но напълно напразни надежди.
След 3 седмици срещу въстаниците от София са пратени редовни турски части за потушаване на бунта. Отсъствието на оръжие и какъвто и да е боен опит съчетани с недостатъчна подготовка и слаба организация на бойните ядра на въстаниците и предателското поведение на Сърбия, принуждават ръководителите да ги разпуснат за да избегнат открит бой с турските части озверели от скорошните си поражения от руските християнски войски, който би завършил единствено с поголовно клане, опожаряване селищата и обезлюдяване на Знеполието. Сърбия не вижда интерес да подкрепя българска независимост, напротив. Надеждите на българското революционноосвободително движение обвързани с военно-политическата и социално-икономическа обстановка на Балканите напразно разчитат на нея като някакъв фактор за разгръщането му и това предизвиква затихването на бунтовническия порив у населението. След над 20 дни съпротива поробителя отново налага властта си и жестоко си отмъщава на заловените бунтовници неуспели да се укрият в дебрите на планината, но в планинския район властта му си остава несигурна.
За тези събития е запазена и приписка в Трънския манастир „Св. Арх. Михаил“.